# Centre d'acquisition et de diffusion de l'information scientifique et technique
Pour l’article ayant un titre homophone, voir Kadist.

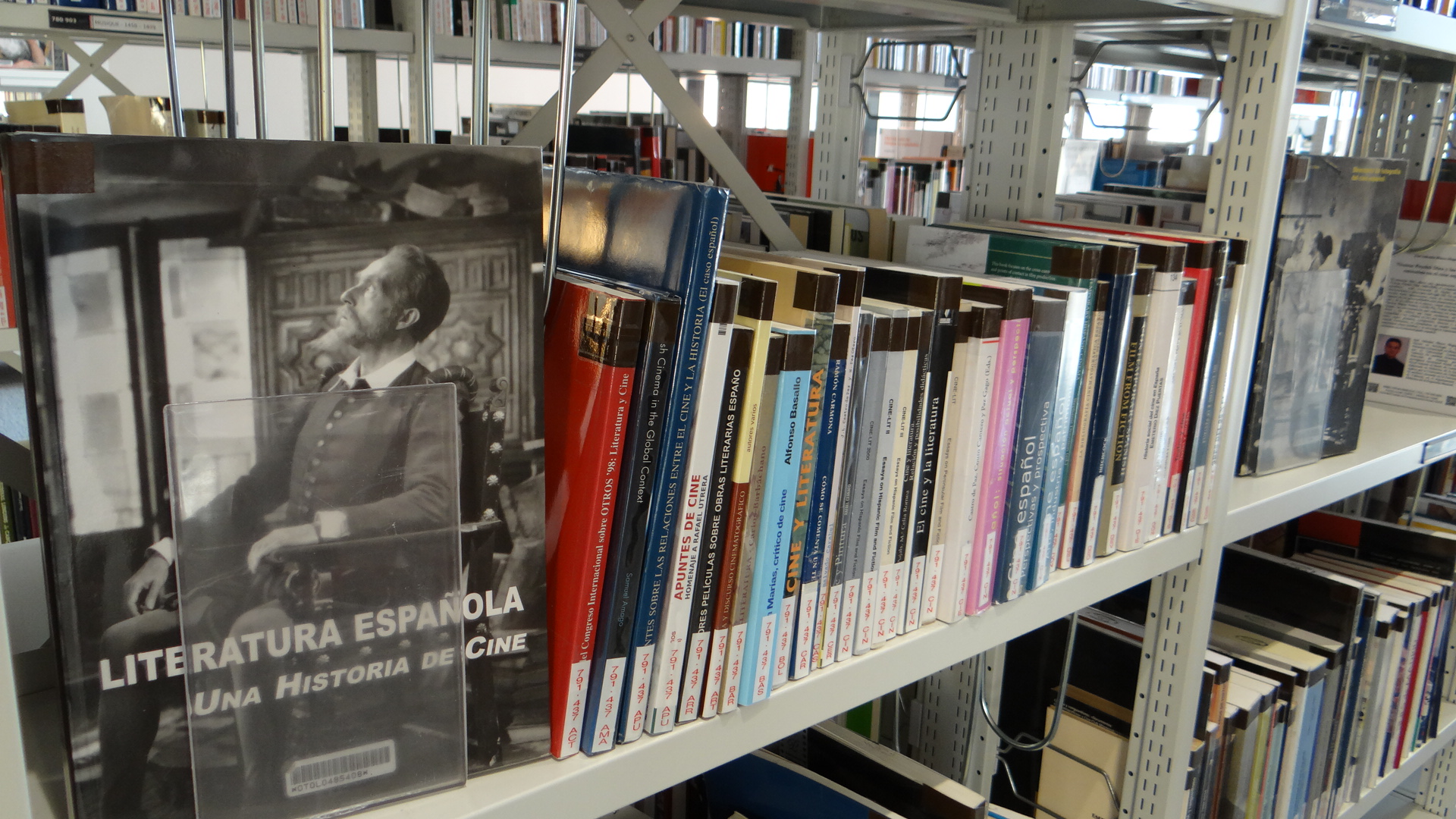
Les rayonnages du CADIST Péninsule ibérique, au sein de la bibliothèque universitaire centrale de l'Université Toulouse-Jean-Jaurès, sur le campus du Mirail (février 2017).

Les centres d'acquisition et de diffusion de l'information scientifique et technique (CADIST) constituaient, dans l'enseignement supérieur français, un réseau documentaire de bibliothèques spécialisées. Créés à partir des années 1980 et gérés par de grandes bibliothèques universitaires ou de grands établissements de recherche, ils sont, depuis 2017, remplacés par le dispositif national CollEx-Persée et le label « collections d'excellence ».
L'objectif des CADIST était, pour une discipline donnée, de rassembler et de diffuser une documentation assurant une couverture tendant à l'exhaustivité. Ces établissements étaient ainsi incités à acheter, dans ce domaine, des documents en langues étrangères ainsi que des documents de haut niveau scientifique en français. 
Des bibliothécaires pouvaient être plus spécifiquement chargés d'acquérir ces documents et d'assurer une forme de veille documentaire. Par l'étendue de leur documentation, les CADIST avaient vocation à fournir les autres bibliothèques par le biais du prêt entre bibliothèques, mais aussi, dans le respect de la propriété intellectuelle, en favorisant la reproduction et la diffusion de documents. Quand les CADIST ont été créés, on pensait plutôt à la reproduction sur microformes, mais cette diffusion a pu ensuite passer par la constitution de bibliothèques numériques. 
Les bibliothèques universitaires reconnues comme CADIST recevaient du ministère de l'Enseignement supérieur et de la Recherche une dotation spécifique pour leur permettre d'assurer leur mission.

## Histoire
Les CADIST sont créés via la circulaire no 83-219 du 26 mai 1983 publiée au Bulletin officiel de l'Éducation nationale, no 23 du 9 juin 1983.
L'idée initiale est de concentrer les moyens budgétaires au sein de pôles de référence nationaux, à charge pour eux de diffuser la meilleure information possible auprès de tous les demandeurs sur l'ensemble du territoire.
Durant les années 1980, plusieurs pôles documentaires se constituent en CADIST, malgré un contexte financier difficile. À partir de 1989, les moyens budgétaires augmentent et le nombre de CADIST également.
Le développement de la documentation en ligne modifie quelque peu le système des CADIST mais ne le met pas totalement en cause en raison des coûts des périodiques électroniques et de toutes les questions de droit pour la documentation papier.
En 2007, le ministère annonce la création de deux nouveaux CADIST, l'un pour les langues et civilisations anglo-saxonne, l'autre sur l'histoire antique.
Par ailleurs, en 2016, un rapport sur les politiques nationales de recherche et de formations supérieures de l'Inspection générale des finances a suggéré d'augmenter le nombre de CADIST pour réduire le champ d'activité de certains d'entre eux.

## Budget
En 2004, le budget alloué à l'ensemble des CADIST (20 à l'époque) s'élève à 4 164 469 €, réparti en 2 416 429 € à destination des CADIST scientifiques et 1 748 040 € pour les CADIST en sciences humaines et sociales. Plus de 96 % de cette somme est destinée à l'acquisition de documents et publications en langues étrangères.

## Liste des CADIST
Les bibliothèques abritant des CADIST étaient au nombre de 25, mais certaines pouvaient l'être à deux titres (comme la Bibliothèque nationale et universitaire de Strasbourg), tandis qu'un même CADIST pouvait être réparti entre plusieurs établissements (par ex. celui des langues et civilisations ibériques et latino-américaines). Les CADIST étaient répartis, de manière informelle, en deux groupes. Plusieurs CADIST étaient des services communs de documentation (SCD).

### Lettres, sciences humaines et sociales

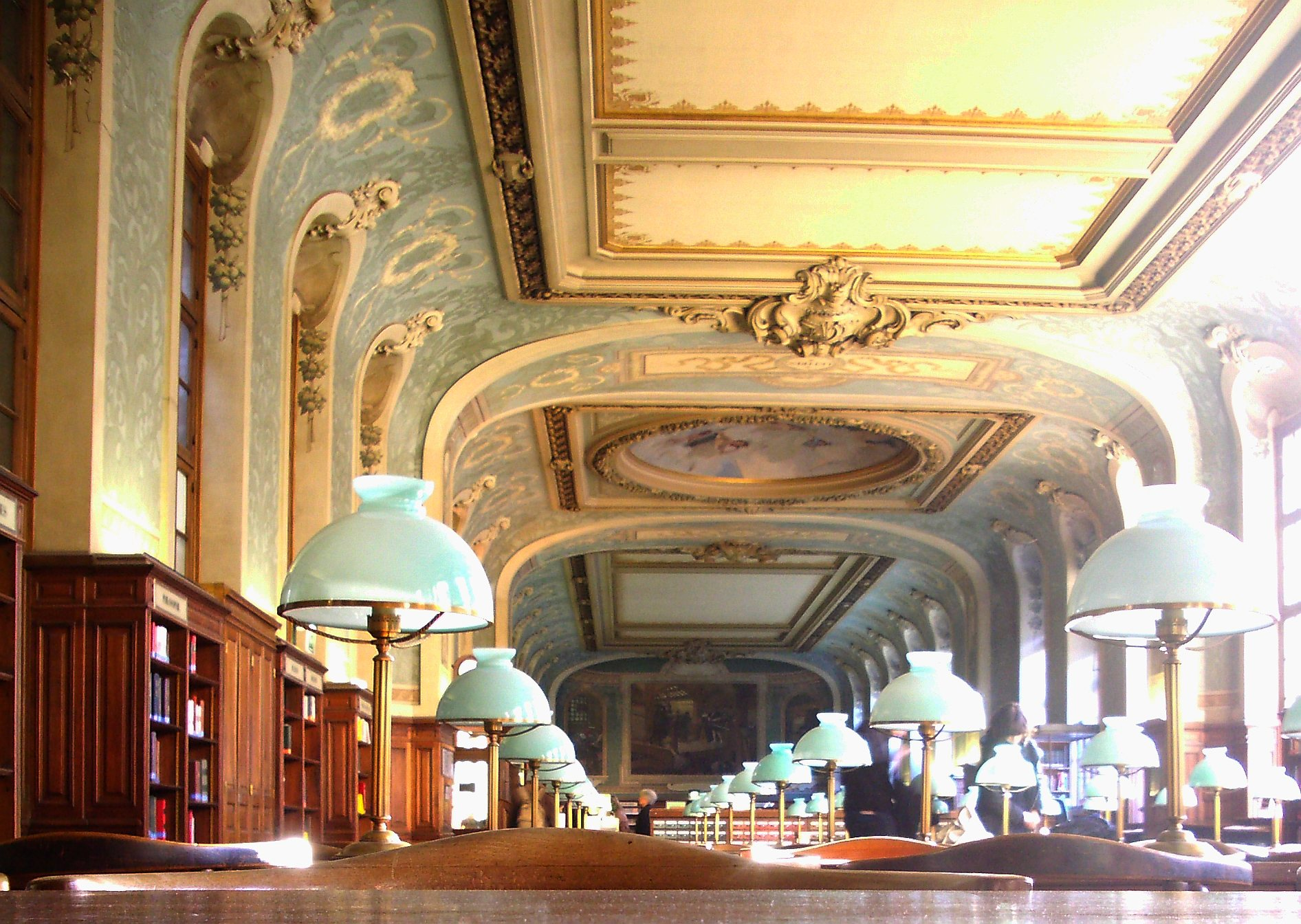
Bibliothèque de la Sorbonne.

| Discipline                                                           | CADIST                                                                                           |
| -------------------------------------------------------------------- | ------------------------------------------------------------------------------------------------ |
| Art et archéologie                                                   | Bibliothèque de l'Institut national d'histoire de l'art                                          |
| Antiquité                                                            | Bibliothèque de la Sorbonne                                                                      |
| Antiquité                                                            | Bibliothèque générale de l'École normale supérieure                                              |
| Moyen Âge (Ve au XVe siècle)                                         | Bibliothèque de la Sorbonne                                                                      |
| Moyen Âge (Ve au XVe siècle)                                         | SCD de l'université de Poitiers                                                                  |
| Histoire moderne (XVe au XVIIIe siècle)                              | Bibliothèque de la Sorbonne                                                                      |
| XIXe siècle                                                          | SCD de l'université de Caen                                                                      |
| XXe siècle                                                           | Bibliothèque de documentation internationale contemporaine                                       |
| Orient méditerranéen, colonialisme français                          | SCD de l'université Aix-Marseille-I                                                              |
| Géographie                                                           | Bibliothèque de la Sorbonne                                                                      |
| Géographie                                                           | Bibliothèque de géographie (Institut de géographie de Paris)                                     |
| Urbanisme                                                            | Bibliothèque de l'Institut français d'urbanisme                                                  |
| Urbanisme                                                            | Université Paris-Est-Marne-la-Vallée                                                             |
| Économie, gestion                                                    | Université Paris-Dauphine                                                                        |
| Droit                                                                | Bibliothèque Cujas                                                                               |
| Sciences politiques                                                  | Fondation nationale des sciences politiques                                                      |
| Langues, littératures et civilisations ibériques et ibéro-américaine | SCD de l'université Toulouse-II                                                                  |
| Langues, littératures et civilisations ibériques et ibéro-américaine | SCD de l'université Bordeaux-III                                                                 |
| Langues, littératures et civilisation italiennes                     | SICD de l'université Grenoble-II et l'université Grenoble-III                                    |
| Langue, littérature et civilisation germaniques                      | Bibliothèque nationale et universitaire de Strasbourg                                            |
| Langues, littératures et civilisations des mondes anglophones        | SCD de l'université Paris-III (États-Unis, Commonwealth, linguistique anglaise et traductologie) |
| Langues, littératures et civilisations des mondes anglophones        | Bibliothèque Angellier (SCD de l'université Lille-III) (îles Britanniques et Irlande)            |
| Religions (principalement christianisme)                             | Bibliothèque nationale et universitaire de Strasbourg                                            |
| Ethnologie                                                           | Médiathèque du Musée du quai Branly                                                              |
| Sciences de l'éducation                                              | Bibliothèque Diderot de Lyon                                                                     |

### Sciences et techniques

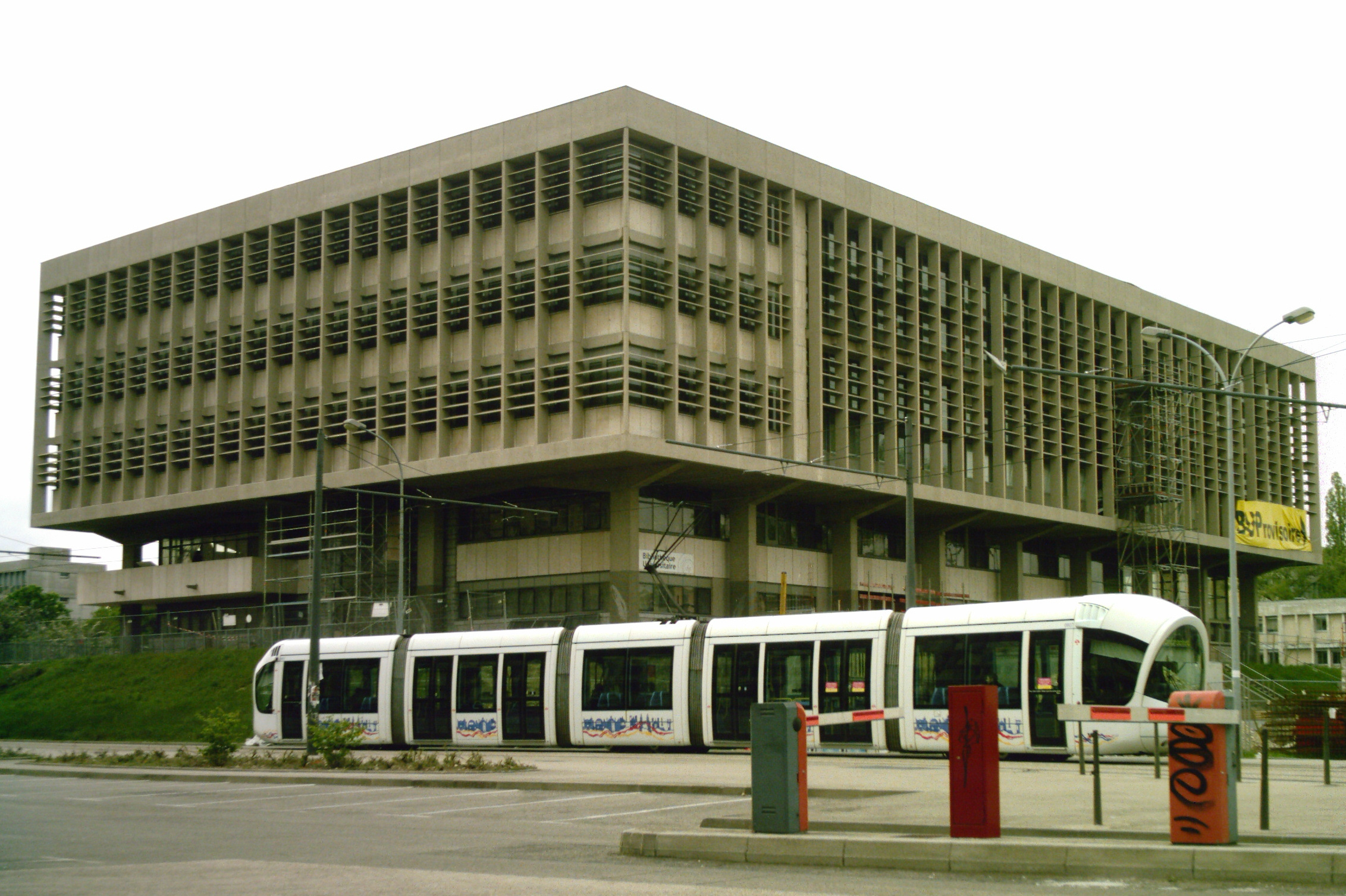
Bibliothèque de l'Université Lyon-.

| Discipline                                                       | CADIST                                                        |
| ---------------------------------------------------------------- | ------------------------------------------------------------- |
| Mathématiques                                                    | SCD de l'université Paris-XI                                  |
| Mathématiques                                                    | Bibliothèque mathématique Jacques Hadamard (CNRS-UMS 1786)    |
| Astronomie et astrophysique                                      | Bibliothèque de l'Observatoire de Paris (et de Meudon)        |
| Physique                                                         | SICD 1 de Grenoble (Université Joseph-Fourier - Grenoble INP) |
| Chimie                                                           | SCD de l'université Lyon-I                                    |
| Médecine et odonto-stomatologie                                  | Bibliothèque interuniversitaire de santé (Paris)              |
| Pharmacie                                                        | SCD de l'université Lyon-I                                    |
| Cosmétologie                                                     | Bibliothèque interuniversitaire de santé (Paris)              |
| Botanique, zoologie, biologie animale et végétale                | Bibliothèque du Muséum national d'histoire naturelle          |
| Sciences de la Terre, des océans et de l'environnement terrestre | SCD de l'université Pierre-et-Marie-Curie                     |
| Préhistoire, paléontologie                                       | Bibliothèque du Musée de l'Homme                              |